# Велоспорт на летних Олимпийских играх 1908 — тандем
Соревнования по велоспорту на треке в тандемах среди мужчин на летних Олимпийских играх 1908 прошли 13 и 15 июля. Приняли участие 34 спортсмена из семи стран. Временной лимит на гонки составлял 4 минуты.

## Призёры
| Золото                         | Серебро                                         | Бронза                                    |
| Франция Андре Офре, Морис Шиль | Великобритания Гораций Джонсон, Фредерик Хэмлин | Великобритания Колин Брукс, Уолтер Айсэкс |

## Соревнование

### Первый раунд
| Место | Спортсмены                                | Результат  |
| ----- | ----------------------------------------- | ---------- |
| 1     | Великобритания Колин Брукс, Уолтер Айсэкс | 3:09,4     |
| 2     | Германия Альвин Больдт, Герман Мартенс    | Неизвестен |

| Место | Спортсмены                                      | Результат  |
| ----- | ----------------------------------------------- | ---------- |
| 1     | Великобритания Гораций Джонсон, Фредерик Хэмлин | 3:14,8     |
| 2     | Франция Морис Тексье, Пьер Тексье               | Неизвестен |

| Место | Спортсмены                           | Результат  |
| ----- | ------------------------------------ | ---------- |
| 1     | Германия Макс Гётце, Отто Гётце      | 2:55,6     |
| 2     | Франция Шарль Аврилло, Жозей Гюйдо   | Неизвестен |
| 3     | Великобритания К. Мак-Кэйг, Э. Пирси | Неизвестен |

| Место | Спортсмены                               | Результат  |
| ----- | ---------------------------------------- | ---------- |
| 1     | Бельгия Леон Кокельберг, Жан Пату        | 2:25,0     |
| 2     | Великобритания Джон Бэрнард, Артур Рашен | Неизвестен |
| 3     | Швеция Густав Вестерберг, Эндрю Ханссон  | Неизвестен |

| Место | Спортсмены                                  | Результат  |
| ----- | ------------------------------------------- | ---------- |
| 1     | Франция Андре Офре, Морис Шиль              | 3:11,4     |
| 2     | Южная Африка Флорис Вентер, Филипус Фрилинк | Неизвестен |

| Место | Спортсмены                                | Результат  |
| ----- | ----------------------------------------- | ---------- |
| 1     | Великобритания Франсуа Бонне, Октав Лапиз | 3:06,8     |
| 2     | Великобритания Р. Джолли, Дж. Норман      | Неизвестен |

| Место | Спортсмены                                   | Результат  |
| ----- | -------------------------------------------- | ---------- |
| 1     | Великобритания Леонард Мередит, Джон Мэттьюс | 2:43,2     |
| 2     | Франция Гастон Дрейфю, Андре Пулен           | Неизвестен |
| 3     | Канада Фредерик Мак-Карти, Уильям Мортон     | Неизвестен |

### Полуфинал
| Место | Спортсмены                                      | Результат  |
| ----- | ----------------------------------------------- | ---------- |
| 1     | Великобритания Гораций Джонсон, Фредерик Хэмлин | 2:42,2     |
| 2     | Великобритания Колин Брукс, Уолтер Айсэкс       | Неизвестен |
| 3     | Германия Макс Гётце, Отто Гётце                 | Неизвестен |
| 4     | Бельгия Леон Кокельберг, Жан Пату               | Неизвестен |

| Место | Спортсмены                                   | Результат  |
| ----- | -------------------------------------------- | ---------- |
| 1     | Франция Андре Офре, Морис Шиль               | 2:46,2     |
| 2     | Великобритания Леонард Мередит, Джон Мэттьюс | Неизвестен |
| 3     | Великобритания Джон Бэрнард, Артур Рашен     | Неизвестен |
| 4     | Франция Франсуа Бонне, Октав Лапиз           | Неизвестен |

### Финал
| Место | Спортсмены                                      | Результат  |
| ----- | ----------------------------------------------- | ---------- |
| 1     | Франция Андре Офре, Морис Шиль                  | 3:07,6     |
| 2     | Великобритания Гораций Джонсон, Фредерик Хэмлин | Неизвестен |
| 3     | Великобритания Колин Брукс, Уолтер Айсэкс       | Неизвестен |